# Per Andersson (journalist)
Per Andersson, född den 22 maj 1959, är en svensk författare och journalist.  

## Biografi
Andersson är född i Helsingborg, uppvuxen i Malmö och sedan 1986 bosatt i Stockholm. Båda föräldrarna var lärare. Per Andersson har gymnasieutbildning från Malmö Latinskola och journalistutbildning från Skurups folkhögskola (1983-1984).
Andersson har arbetat med kultur- och samhällsbevakning under hela sitt yrkesliv på olika redaktioner, några år som frilans, huvudsakligen i Stockholm. Han arbetade på Nöjesguiden från tidningens start i Malmö på 1980-talet och fortsatte arbeta på tidningen i Stockholm som redaktör, reporter, film- och musikkritiker samt fotograf fram till 1989, som frilansande medarbetare till 1995. Han har också arbetat på Veckans Affärers kortlivade kvartalsmagasin Bizniz, tidskriften Moderna Tider, Månadsjournalen och Expressen. Under 1997 skrev han en reportageserie om företagaren Jan Stenbeck i Expressen som senare blev grunden för boken Stenbeck. 1998 övergick Per Andersson till frilansverksamhet med Expressens kultursida som huvudsaklig uppdragsgivare.
I november 2005 började han arbeta på Kulturnyheterna SVT som redaktör. Han fungerar även som kritiker av facklitteratur och kommentator av kulturdebatt och kulturpolitik i text, TV och online-video.
Som författare debuterade han år 2000 med biografin Stenbeck (Norstedts) om företagaren Jan Stenbeck, återutgiven i pocket på Modernista 2012 och 2025. I april 2005 utkom boken Medan Svensson åt plankstek (Norstedts) som handlar om de första tjugo åren med graffiti, huvudsakligen i Stockholm, återutgiven som illustrerad pocket på graffitiförlaget Dokument Press 2019. Böckerna utgör en blandning av kritik/analys/kommentarer och reportage.
2024 startade inspelningen av dramaserien Stenbeck baserad på Per Anderssons bok, producerad av FLX, SVT och Film i väst. Serien omfattar fem entimmesavsnitt med premiär mars 2025. Manus är skrivet av Alex Haridi, regissör är Goran Kapetanovic och huvudrollen som Jan Stenbeck spelas av Jakob Oftebro.